# Zschepplin
Zschepplin är en kommun och ort i Landkreis Nordsachsen i förbundslandet Sachsen i Tyskland. Kommunen har cirka 2 900 invånare.
Kommunen ingår i förvaltningsområdet Eilenburg-West tillsammans med kommunen Jesewitz.